# 375
Năm 375 là một năm trong lịch Julius.